# Хрэ (язык)
Хрэ (хре, вьет. Tiếng Hrê, tiếng H'rê) — язык северобахнарской группы, распространённый в центральном Вьетнаме.
На языке хрэ говорят люди народа хрэ, живущие в провинции Куангнгай, в уезде Шонха (Sơn Hà), Бато (Ba Tơ), Миньлонг (Minh Long), в меньших количествах в Чабонг (Trà Bồng), Тэйча (Tây Trà), Шонтэй (Sơn Tây), Нгиахань (Nghĩa Hành), Тынгиа (Tư Nghĩa), в уезде Анлао (An Lão) провинции Биньдинь, в уезде Конплонг (Kon Plong) провинции Контум.
Хрэ родственен бахнарскому и особенно седангскому языкам. Носители пользуются узелковым письмом.
Процент грамотных носителей — 1-5 %, выучивших язык — 15-25 %. Хрэ официально признан языком нацменьшинства, на нём выходят радиопередачи и имеется частичный перевод Библии.
Алфавит хрэ: a, à, â, b, 'b, c, d, đ, e, è, ê, f, g, h, i, ì, j, k, l, m, 'm, n, 'n, o, ò, ô, ŏ, p, q, r, 'r, s, t, u, ù, v, w, 'w, x, y, 'y, z.